# Apostoli áldás

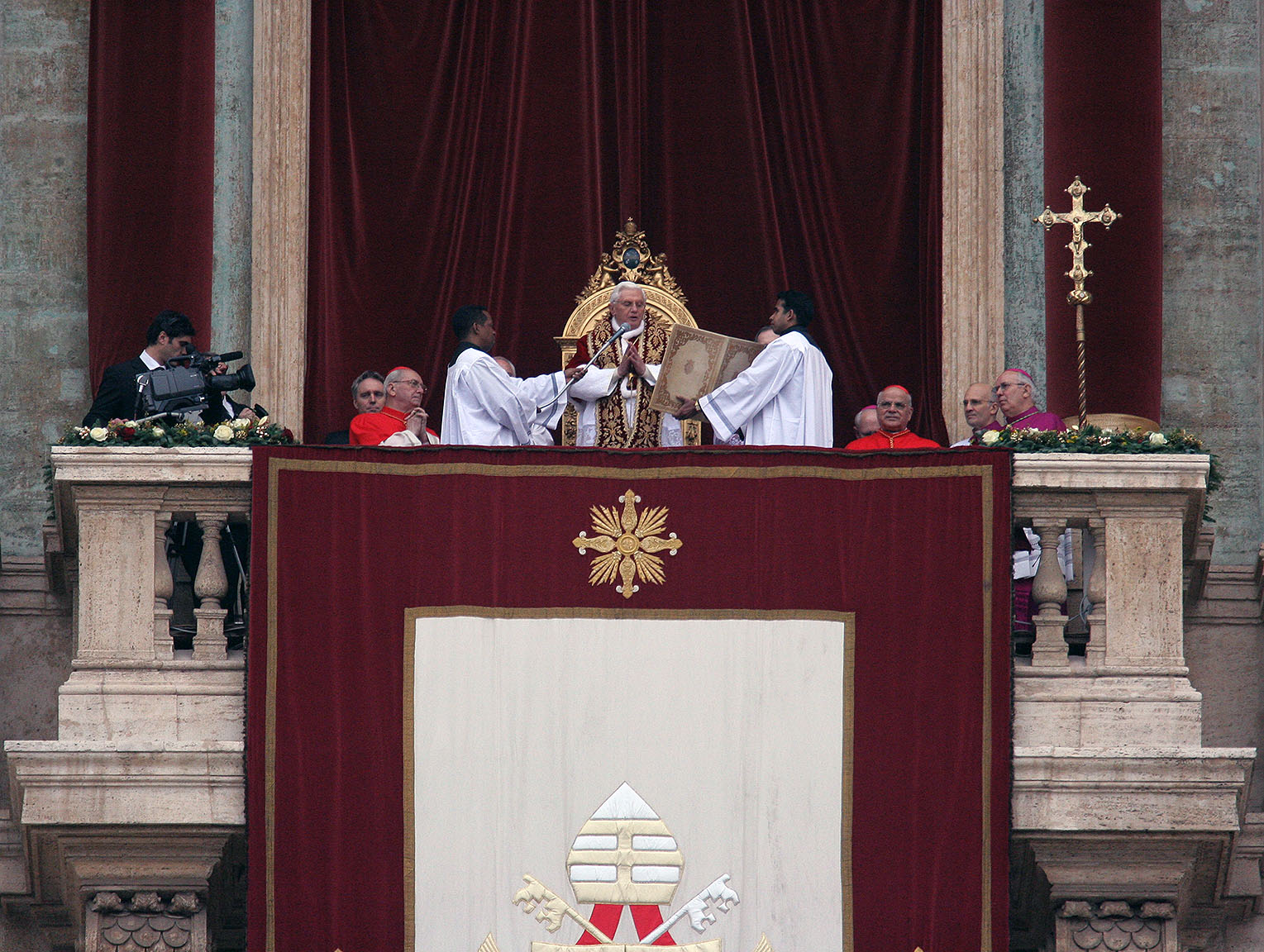
XVI. Benedek pápa apostoli áldása 2008 karácsonyán

Az apostoli áldás a pápa által adott különleges áldás. Legünnepélyesebb válfaja az ún. urbi et orbi áldás, amit a római pápa megválasztása napján, illetve minden évben húsvét és karácsony napján ad a városra, azaz Rómára, és a világra. Hagyományosan a Szent Péter-bazilika középső erkélyéről (áldások erkélye) hangzik el. A pápa korábban palástot (pluviále) és stólát öltött hozzá, 2008 karácsonya óta azonban ún. korális ruhát visel (fehér reverenda, hosszú karing, valamint piros, ill. húsvétkor fehér mozetta, valamint stóla). Ferenc pápa 2013. húsvétjától - addigi szokásait gyakorolva - egyszerű, fehér pápai reverendában mondja el üzenetét, az áldáskor pedig stólát vesz fel.
1870. szeptember 20-adikáig, Róma olasz csapatok általi elfoglalásáig, a pápák évente ötször, különböző helyekről osztották: nagycsütörtökön, húsvétkor és Szent Péter és Pál apostolok ünnepén (valamint megkoronázásukkor) a Szent Péter-bazilikából, a mennybemenetel ünnepén (és mikor az új pápa elfoglalta székesegyházát, mint Róma püspöke) a Lateráni bazilikából, Nagyboldogasszony napján pedig a Santa Maria Maggiore-bazilikából.
Róma elfoglalása után IX. Piusz pápa a Vatikán foglyának nyilvánította magát és megtagadta az áldás kiosztását, de később, az ún. „római kérdés” rendezése után újra adta az áldást, igaz, korlátozottabb formában.
Az urbi et orbi három részből áll: az ünnepi üzenet, a mintegy 60 nyelven elmondott jókívánság, s végül maga az áldás. Magyar nyelven a következő jókívánság szokott elhangzani: „Áldott karácsonyt!”, ill. „Krisztus feltámadott, alleluja!”

## Szövege latinul
Sancti Apostoli Petrus et Paulus, de quorum potestate et auctoritate confidimus, ipsi intercedant pro nobis ad Dominum.
Amen.
Precibus et meritis beatæ Mariae semper Virginis, beati Michaelis Archangeli, beati Ioannis Baptistæ et sanctorum Apostolorum Petri et Pauli et omnium Sanctorum misereatur vestri omnipotens Deus et dimissis peccatis vestris omnibus, perducat vos Iesus Christus ad vitam æternam.
Amen.
Indulgentiam, absolutionem et remissionem omnium peccatorum vestrorum, spatium verae et fructuosae penitentiæ, cor semper penitens et emendationem vitae, gratiam et consolationem sancti Spiritus et finalem perseverantiam in bonis operibus, tribuat vobis omnipotens et misericors Dominus.
Amen.
Et benedictio Dei omnipotentis: Patris et Filii et Spiritus sancti descendat super vos et maneat semper.
Amen.

## Szövege magyarul
A szent apostolok, Péter és Pál, akiknek hatalmában és tekintélyében bízunk, járjanak közben értünk az Úrnál!
Ámen
Boldogságos mindenkor Szűz Mária, Szent Mihály arkangyal, Keresztelő Szent János és Szent Péter és Pál apostolok és az összes szentek érdemeiért és közbenjárására irgalmazzon nektek a mindenható Isten, bocsássa meg bűneiteket, és vezessen el Jézus Krisztus az örök életre!
Ámen
Minden bűneitek elengedését és feloldozását, a bűnbánat méltó gyümölcseit és lehetőségét, a megtérésre kész szívet életetek megjobbítását, a Szentlélek vigasztaló kegyelmét, s végül a jó cselekedetekben való végső állhatatosságot adja meg nektek a mindenható és irgalmas Isten!
Ámen
És a mindenható Istennek: az Atyának és a Fiúnak és a Szentléleknek áldása szálljon le rátok, és maradjon veletek mindenkor!
Ámen